# Korb (Familie)
Die Künstlerfamilie Korb war eine Familie aus dem schwäbischen Mühlheim an der Donau, deren Mitglieder im 17. und 18. Jahrhundert im gesamten Umkreis zahlreiche sakrale Gebäude gestaltet haben.

## Bedeutende Korb
Der bedeutendste Korb war der Barock-Bildhauer Franz Korb. Er gestaltete mit seinen Skulpturen beispielsweise die 1751 gebaute Pfarrkirche Nendingen.

## Wirken
Die Besonderheit des Korbschen Wirkens liegt vor allem in der starken Bedeutung in der Region. So haben sie neben Nendingen 1753 den Hochaltar der Pfarrkirche Sankt Gallus und den gesamten Innenraum der Pestkapelle Sankt Sebastian in Mühlheim geschaffen. Weitere Werke sind das Altarbild der Kirche von Weilheim sowie in Kreenheinstetten und Hattingen. Auch in Wurmlingen und Balgheim finden sich Werke der Korb.
Außerdem prägten sie das mittelalterliche Stadtbild Mühlheims mit zahlreichen metallenen Zunftzeichen und ihrem Wirken am Schloss des Barons von Enzberg.

## Kunsttechniken
Die Familie Korb bediente sich zahlreicher verschiedener Techniken. Dies waren Bildhauerei (z. B. Marmor in Nendingen), Holzschnitzerei (St. Sebastian Mühlheim), metallische Verarbeitung (Zunftzeichen in Mühlheim) und auch zahlreiche Bilder vom Maler Anton Korb.
Ein Alleinstellungsmerkmal des Korbschen Arbeiten liegt in der Detailgenauigkeit. So hat beispielsweise eine Hochaltarschnitzerei über 100 einzelne Figuren.